# Carmen (film, 1915, Walsh)
Pour les articles homonymes, voir Carmen (film).
Pour plus de détails, voir Fiche technique et Distribution.

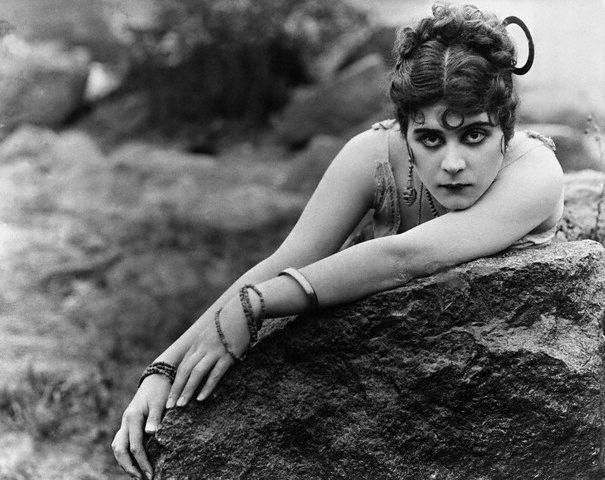
Theda Bara

Carmen est un film américain de Raoul Walsh, sorti en 1915. Il est aujourd'hui perdu.

## Synopsis
Un soldat espagnol tombe fou amoureux d'une fière gitane. Une passion qui le mènera à sa perte.

## Fiche technique
- Titre original : Carmen
- Réalisation : Raoul Walsh
- Scénario : Raoul Walsh, d'après l'œuvre de Prosper Mérimée
- Direction artistique : Edward Velasquez
- Photographie : Georges Benoît et George Schneiderman
- Société de production : Fox Film Corporation
- Société de distribution : Fox Film Corporation
- Pays de production :  États-Unis
- Langue originale : anglais
- Format : Noir et blanc — 35 mm — 1,37:1 — Film muet
- Genre : Drame
- Durée : 6 bobines (selon IMDB), 5 bobines (selon l'AFI et Silent Era)
- Date de sortie : 
  - États-Unis : 31 octobre 1915 (première à l'Opéra de New York (en))
- Ce film est présumé perdu.

## Distribution
- Theda Bara : Carmen
- Einar Linden : Don José
- Carl Harbaugh : Escamillo
- James A. Marcus : Dancaire
- Emil De Varney : Capitaine Morales
- Elsie MacLeod : Michaela
- Fay Tunis : Carlotta

## Autour du film
- Un des premiers succès de Theda Bara, la première vamp d'Hollywood.
- La même année sort un projet concurrent, le Carmen de Cecil B. DeMille, avec Geraldine Farrar.